# Manuel Lanzini
 Manuel Lanzini (født 15. februar 1993 i Ituzaingó, Argentina), er en argentinsk fodboldspiller (offensiv midtbane), der spiller hos West Ham i den engelske Premier League.

## Klubkarriere
Lanzini startede sin karriere hos Buenos Aires-storklubben River Plate, som var hans klub både på ungdomsniveau og i hans første år som seniorspiller. I sæsonen 2011-12 var han på leje hos Fluminense i Brasilien.
Efter et ophold i de Forenede Arabiske Emirater kom Lanzini i sommeren 2015 til West Ham i Premier League. Han debuterede for holdet 6. august samme år i et Europa League-opgør mod rumænske Astra Giurgiu.

## Landshold
Lanzini debuterede for det argentinske landshold 9. juni 2017 i en venskabskamp mod ærkerivalen Brasilien. Han har (pr. maj 2018) spillet tre landskampe og scoret ét mål. Han blev udtaget til den argentinske trup til VM 2018 i Rusland, men måtte trække sig før turneringens start grundet en skade.